# 維吉尼亞號核子潛艇
維吉尼亞號核動力攻擊潛艦 (USS Virginia,SSN-774) 是維吉尼亞級核動力攻擊潛艦的同名首號艦，目前在美國海軍服役。她是美國海軍第十艘以維吉尼亞命名的艦艇，也是美國海軍第二艘以州命名的攻擊潛艇，這種命名模式在該級潛艇中很常見。